# Château d'Azy
Le château d'Azy est un château d'agrément construit en 1847 sur la commune de Saint-Benin-d'Azy, dans le département de la Nièvre. 

## Situation
Le château se trouve sur les routes départementales RD 978 et RD 172 à 20 km à l'est de Nevers. Il est à 500 mètres du bourg sur un monticule boisé.
C'est une propriété privée, qu'il est possible de louer pour y organiser des événements.

## Histoire
Le château est construit par le comte Denis Benoist d'Azy en 1847, après avoir laissé le château du Vieil Azy à son cousin. Il est l'œuvre de l'architecte angevin Pierre-Félix Delarue, qui réalise une demeure de style néo-classique.

## Architecture
Le château comporte un vaste corps rectangulaire, flanqué de quatre tours octogonales à toits pentus et d'une tour en fer à cheval sur le côté sud. 
Sa façade ouest possède un large perron prenant appui sur des arcades en anse de panier.
Les pièces sont vastes et lumineuses. Un escalier de pierre avec une rampe à balustres et à pilastres finement ouvragés dessert le premier étage à partir du hall d'entrée recouvert d'un carrelage bicolore de très belle facture.
Sur la façade apparaissent des décors industriels au fronton cintré des grandes baies représentant une locomotive, des pioches, une charrue et une forge symboles de la légitime fierté de cet industriel qui risqua sa fortune dans une industrie naissante et controversée. Les baies du second sont à fronton à moulures chantournées. 
Sur la longueur de la façade court une corniche à modillons.
La façade est accostée d'un avant-corps avec, au premier niveau, trois portes-fenêtres en plein cintre encadrées par des colonnes jumelées et des pilastres corinthiens. Cet ensemble soutient un entablement sur lequel reposent au second niveau quatre colonnes corinthiennes et où s'ouvrent des fenêtres en plein cintre.
Une grande lucarne pignon, encadrée de pilastre et d'ailerons, apparaît au niveau des combles au centre de la façade.
La façade est est semblable à l'occidentale. Celle du nord comprend au premier étage une galerie d'arcades en anse de panier soutenant la terrasse ; la façade sud comporte des arcades semblables, surmontées d'une loggia aux arcs en plein cintre retombant sur des colonnes et la tour en fer à cheval en son centre.

### Décors
Son premier propriétaire étant un homme de goût, on peut trouver au château des dessus-de-porte peints par Van Loo ou Boucher, ainsi que des panneaux de papier peint représentant La chasse, provenant de l'Exposition universelle de 1851 à Londres, ornant la salle à manger.

### Tours
Les tours octogonales des angles se dressent sur trois étages. Les deux premiers niveaux sont percés par des fenêtres en plein cintre et le dernier par une baie à croisillon mouluré et fronton triangulaire. Elles sont coiffées d'une flèche polygonale reposant sur une rangée de faux mâchicoulis.
La tour sud-ouest renferme au premier étage une chapelle octogonale voûtées d'arêtes prismatiques rayonnantes retombant sur des culots figurés.
La tour en fer à cheval, qui est au centre de la façade sud, se dresse sur trois étages, plus le niveau de combles au toit conique surmonté d'un lanternon qui prend appui sur une corniche à modillons. Au second étage de cette tour, de chaque côté, se trouve une terrasse à balustres de pierre.

## Parc, jardins
Le parc s'étend sur 46 hectares. Il est planté d'arbres centenaires.

## Propriétaires
(liste non exhaustive)
- 1845-1880 : Denis Benoist d'Azy [2] (1796-1880), comte[3], député de la Nièvre, vice-président de l'Assemblée législative en 1851, il épouse en 1822, Léontine Rose Amélie Brière d'Azy, fille de Leonor Brière d'Azy, maître de forges, propriétaire des fiefs de Cherault, Trailles, Azy, Mousseaux et Valotte et château du Vieil Azy.
- 1881-1884 : Léontine Rose Amélie Brière d'Azy.
- 1881-1898? : Pierre Paul Ernest Benoist d'Azy (1824-1898) a exercé la fonction de maire de Saint-Benin-d'Azy en 1876, pendant quelques mois.
- ? : Marie-Thérèse de Lespinay née Benoist d'Azy (1858-1940), fille de Pierre Paul Ernest Benoist d'Azy et épouse de Zénobe Alexis de Lespinay
- 1918?-1965 : S.A.S. Léopold, prince de Croÿ-Solre (1877-1965). Il épouse Jacqueline de Lespinay (1889-1977) en 1918. Elle apporte le château d'Azy qui vient de sa mère, Marie-Thérèse de Lespinay née Benoist d'Azy (1858-1940). Le prince de Croÿ meurt au château d'Azy le 22 décembre 1965. En 2015, le château et ses dépendances appartiennent encore aux descendants de ce couple[4].

## Décès au château
- 11 février 1880 : Denis Benoist d'Azy.
- 19 janvier 1884 : Léontine Rose Amélie Brière d'Azy épouse de Denis Benoist.
- 9 janvier 1898 : Pierre Paul Ernest Benoist d'Azy, époux en 1850 de Claire Mélanie Jaubert fille du comte Jaubert, pair de France.
- 22 décembre 1965 : Léopold prince de Croÿ-Solre.

## Mariage au château
- Le 27 juillet 2019, Augustin Albert épouse Elsa Fhal.